# Lake Park (Florida)
Lake Park es un pueblo ubicado en el condado de Palm Beach en el estado estadounidense de Florida. En el Censo de 2010 tenía una población de 8.155 habitantes y una densidad poblacional de 1.339,86 personas por km².

## Geografía
Lake Park se encuentra ubicado en las coordenadas 26°48′1″N 80°4′10″O / 26.80028, -80.06944. Según la Oficina del Censo de los Estados Unidos, Lake Park tiene una superficie total de 6.09 km², de la cual 5.63 km² corresponden a tierra firme y (7.45%) 0.45 km² es agua.

## Demografía
Según el censo de 2010, había 8.155 personas residiendo en Lake Park. La densidad de población era de 1.339,86 hab./km². De los 8.155 habitantes, Lake Park estaba compuesto por el 37.45% blancos, el 55% eran afroamericanos, el 0.18% eran amerindios, el 2.43% eran asiáticos, el 0.07% eran isleños del Pacífico, el 2.05% eran de otras razas y el 2.82% pertenecían a dos o más razas. Del total de la población el 8.01% eran hispanos o latinos de cualquier raza.